# Бетел Тауншип (округ Делавер, Пенсільванія)
Бетел Тауншип (англ. Bethel Township) — селище (англ. township) в США, в окрузі Делавер штату Пенсільванія. Населення — 9574 особи (2020).

## Демографія
Згідно з переписом 2010 року, у селищі мешкала 8791 особа в 2998 домогосподарствах у складі 2487 родин. Було 3101 помешкання
Расовий склад населення:
| - 90,3 % — білих - 6,1 % — азіатів - 1,8 % — чорних або афроамериканців - 0,2 % — корінних американців |

До двох чи більше рас належало 1,2 %. Частка іспаномовних становила 2,2 % від усіх жителів.
За віковим діапазоном населення розподілялося таким чином: 27,5 % — особи молодші 18 років, 59,6 % — особи у віці 18—64 років, 12,9 % — особи у віці 65 років та старші. Медіана віку мешканця становила 41,9 року. На 100 осіб жіночої статі у селищі припадало 98,9 чоловіків;  на 100 жінок у віці від 18 років та старших — 95,3 чоловіків також старших 18 років.
Середній дохід на одне домашнє господарство  становив 141 018 доларів США (медіана — 127 036), а середній дохід на одну сім'ю — 157 526 доларів (медіана — 140 805). Медіана доходів становила 97 760 доларів для чоловіків та 68 136 доларів для жінок. За межею бідності перебувало 2,2 % осіб, у тому числі 0,7 % дітей у віці до 18 років та 4,6 % осіб у віці 65 років та старших.
Цивільне працевлаштоване населення становило 4704 особи. Основні галузі зайнятості: освіта, охорона здоров'я та соціальна допомога — 24,8 %, науковці, спеціалісти, менеджери — 18,2 %, фінанси, страхування та нерухомість — 12,5 %, виробництво — 12,0 %.